# Il 9 gennaio 1878 a Milano. Annuncio della morte di Vittorio Emanuele II
Il 9 gennaio 1878 a Milano. Annuncio della morte di Vittorio Emanuele II è un dipinto ad olio realizzato tra il 1879 e il 1880 dal pittore Emilio Magistretti. La tela è conservata alle Gallerie d'Italia a Milano, facente parte della Collezione della Fondazione Cariplo.

## Descrizione
L'opera raffigura la reazione attonita della borghesia milanese alla notizia della morte di Vittorio Emanuele II, sovrano che aveva guidato il processo di unificazione dell'Italia. La sua morte il 9 gennaio 1878, avvenuta all'età di 57 anni dopo una breve malattia, scosse profondamente il Paese. L'opera di Magistretti cattura il momento in cui la città di Milano viene a conoscenza della morte del re, un evento che segnò la fine di un'epoca cruciale per la storia d'Italia.